# Мірюта Юрій Петрович
Мірюта Юрій Петрович (25 лютого 1905 – 22 жовтня 1976 р.) – видатний український вчений генетик, доктор біологічних наук, професор. Внесок у генетику Юрія Петровича Мірюти можна узагальнити двома положеннями: "ефект Мірюти" та закон "Періодична зміна інбридингу і кросбридингу". За ними ціле життя, життя сповнене боротьби за генетику, за науку, за істину.

## Життєвий шлях
Народився Юрій Петрович Мірюта 25 лютого 1905 р. у с. Мациївка Прилуцького району Полтавської області в сім'ї сільського вчителя. Навчався в Прилуцькій гімназії. У 1924 році вступив до Уманського сільськогосподарського інституту на садовий факультет. Після його закінчення, в 1927 р. працював у тому ж інституті на кафедрі селекції та генетики. У 1930 р. був обраний доцентом Луганського овочевого інституту по курсу генетики і селекції овочевих рослин. У зв'язку із реорганізацією Луганського інституту перейшов на роботу в Середньо-Азіатський плодоовочевий інститут на посаду завідувача кафедри селекції і насінництва.

### Аспірантура у ВІР
У 1933 р. Юрій Петрович вступив до аспірантури Всесоюзного інституту рослинництва (ВІР) за спеціальністю загальна генетика. ВІР на той час - форпост вітчизняної і світової науки. У ньому панує загальне наукове піднесення та особлива творча атмосфера. На запрошення М. І. Вавилова у ВІРі декілька років працюють видатні американські генетики Г. Мьоллер, К. Бриджес, К. Офферман, болгарський генетик Д. Костов. Співробітники інституту стажуються в найкращих лабораторіях світу. Так, Г.Д. Карпеченко у 1929-31 рр. працював у Каліфорнії в Е. Бебкока і у лабораторії Т. Моргана, перед цим був у наукових відрядженнях у Фінляндії, Данії, Німеччині і Великій Британії. У ВІРі готуються та виходять у світ три томи "Теоретичні основи селекції рослин". Кожний розділ цього видання відкрито обговорюється на вчених радах. Ось у такій атмосфері проходить навчання в аспірантурі Ю.П. Мірюта. Але тоді ж випробовує свої сили Т.Д. Лисенко у боротьбі проти генетики (перша дискусія 1936 р.).
У 1937 р. Юрій Петрович закінчив аспірантуру і захистив дисертацію з генетики статі у рослин. М.І. Вавілов рекомендував Ю.П. Мірюту в спеціальну аспірантуру (докторантуру) Інституту генетики АН СРСР. В рекомендації він писав: "Я знаю Мирюту, как очень способного работника и уверен, что из него выйдет прекрасный научный работник". Усією своєю науковою діяльністю, громадянською позицією Ю.П. Мірюта довів, що виданий Учителем аванс був повністю реалізований.
У 30-х роках виросло нове покоління генетиків. Це покоління, до якого відноситься і Ю.П. Мірюта, зуміло сприйняти найкращі традиції своїх учителів, це те покоління, на плечі якого випаде тягар захисту генетики, війна, події 1948 р. і боротьба за відновлення генетики.

### Краснодарський період
Юрій Петрович відмовляється від докторантури і приймає завідування лабораторією цитології і генетики у Всесоюзному науково-дослідному інституті олійних культур. Тут він широко розгортає експериментальні дослідження, продовжуючи викладацьку роботу.
Черговий наступ на генетику (друга дискусія 1939 р.) призводить до того, що М.І. Вавилова звільняють із посади директора Інституту генетики АН СРСР, цю посаду займає Т.Д. Лисенко. Далі - арешт М. І. Вавилова. Звістка про арешт застає Юрія Петровича у Горківському державному університеті, де він працює доцентом кафедри генетики. Завідує кафедрою проф. С.С. Четвериков. Обидва розуміють, що на них чекає, коли дізнаються про арешти Г.А. Левіцького, Г.Д. Карпеченка, Л.І. Говорова, про репресії багатьох інших генетиків. Але загуркотіла війна.

### Одеський період
Після звільнення України від фашистських загарбників Юрій Петрович прибуває до Одеси, де завідує кафедрою селекції та насінництва Одеського сільськогосподарського інституту і працює доцентом Одеського державного університету. В 1947 р. підготував докторську дисертацію на тему: "Генетична сутність гетерозису". На основі вивчення генетичної поведінки чистих ліній, гібридів першого і наступних поколінь арахісу, він встановив, що ці чисті лінії є тетраплоїдними гетерозиготними за геном забарвлення сходів й іншими ознаками і, разом з тим, навіть за широких масштабів розмноження вони не розщеплюються, тобто є константними. Ю.П. Мірюта показав, що у поліплоїдів чисті лінії можуть бути високогібридними. Константність чистих ліній пояснюється вибірковою кон'югацією хромосом. При наявності вибіркової кон’югації при редукційному діленні біваленти утворюються виключно як результат кон'югації ідентичних хромосом, які містять однакові алелі. З доброї руки академіка М.П. Дубініна, феномен вибіркової кон'югації ідентичних хромосом у рослин поліплоїдів отримав назву "ефект Мірюти". Розвиток уявлень про гетерозис, викладених Ю.П. Мірютою, дозволив поставити питання про можливість закріплення гетерозису шляхом подвоєння числа хромосом у високогетерозисних гібридів між формами, які відрізняються великою кількістю ознак. Це один із шляхів вирішення проблеми розщеплення у гібридів.
Докторська дисертація була прийнята до захисту вченою радою Інституту генетики і селекції АН УРСР. Офіційні опоненти академік В.Я. Юрь’єв і професор А.І. Купцов дали позитивні відгуки. Але захист уже не міг відбутися. Ішов 1948 рік.
Одержавши підтримку Сталіна "народний академік" Лисенко проводить горезвісну сесію ВАСГНІЛ "Про положення в біологічній науці", яка завершила розгром класичної генетики. Тільки з вищих навчальних закладів було звільнено 127 викладачів, в тому числі 66 професорів. Із Московського університету були звільнені академік І. І. Шмальгаузен, генетики Н. І. Шапіро, С.І. Апіханян, Р.Б. Хесін, із Ленінградського - М.Е. Лобашов, із Горьківського - С.С. Четвериков, із Київського - С.М. Гершензон, Л.М. Делоне, І.М. Поляков, М.М. Гришко. Найнебезпечніших було знищено. Решта повинні були покаятись, визнати свої помилки. Ю.П. Мірюта не визнав "помилок", не зламався, не покаявся - вистояв! А як могло бути інакше, як можна відмовитись від переконань, коли його учитель М. І. Вавилов говорив: "Пойдем на костры, будем гореть, но от убеждений своих не откажемся".

### Харківський період
Згодом Ю. П. Мірюта влаштовується на роботу в Інститут генетики і селекції АН УРСР (м. Харків). У 1956 р. цей інститут був реорганізований в Український інститут рослинництва, селекції і генетики. У процесі реорганізації Юрій Петрович створив лабораторію гетерозису, завідування якою було доручено йому. В лабораторії було проведено значну роботу з вивчення ефекту гетерозису в міжсортових, міжлінійних та індивідуальних реципрокних гібридів кукурудзи, розроблено метод індивідуального добору при виведенні самозапилених ліній і гібридів кукурудзи, виявлено наявність природного самозапилення у неї, вивчена рисова кукурудза як вихідний матеріал для гібридизації.

### Новосибірський період
У 1956 р. президент Академії наук СРСР А.Н. Несміянов особисто санкціонував організацію Лабораторії радіаційної генетики, яку очолив "менделіст-морганіст" М.П. Дубінін, йому ж у 1957 р. пропонують організувати Інститут цитології і генетики (м. Новосибірськ).
Починається період відновлення генетики. М.П. Дубінін запросив у Інститут відомих представників "формальних генетиків, вейсманістів-морганістів": Ю.Я. Керкіса, І.Д. Романова, Д.Ф. Петрова, П.К. Шкварнікова, Д.К. Беляева, Р.І. Салганіка, А.І. Луткова, Н.А. Плохінського та ін. Серед перших запрошених був і Ю.П. Мірюта.
В Інституті цитології і генетики СВ АН СРСР Ю.П. Мірюта організовує лабораторію гетерозису, в якій проводяться дослідження цитогенетичних основ гетерозису у рослин за трьома напрямками:
1. Закріплення гетерозису шляхом експериментального створення високої гетерогеномності, як константної форми для гібридного   стану   організмів.   Розроблено    техніку   масового отримання і візуального добору поліплоїдних форм кукурудзи. Отримано і вивчено поліплоїдні ряди гібридів різних підвидів кукурудзи.
2. Розробка методів виведення закріплювачів стерильності і відновлювачів фертильності у кукурудзи. У результаті проведених досліджень встановлено, що відновлювачі фертильності і закріплювачі стерильності методом аналізуючих схрещувань можливо виділяти із сортів-популяцій та з інбредних ліній. Таким шляхом виведено відновлювачі фертильності для гібриду Сибірський 4, який створено у лабораторії.
3. Розробляється гіпотеза Ю.П. Мірюти про періодичну зміну інбридингу і кросбридингу в рослин. Отримано перші експериментальні дані на користь цієї гіпотези.
На багато розробок, виконаних у лабораторії, отримано авторські свідоцтва на винаходи.
Сибір, який завжди був місцем заслання для багатьох вчених, у цей період забезпечив генетикам свободу творчої думки та наукової діяльності. Але мічурінці дістають "вейсманістів- морганістів" і в Сибіру. Лисенко, який знову намагається спокусити радянське керівництво обіцянками швидких успіхів у створенні ефективних методів піднесення сільського господарства, знаходить шляхи впливу на тодішнього керівника країни М.С. Хрущова В листопаді 1959 р. М.С. Хрущов наказав зняти з посади директора М.І. Дубініна, як "вейсманіста-морганіста". Інститут шумів, як потривожений вулик. Ю.П. Мірюта був секретарем партійної організації. Саме в цей час він хворів на грип. Пересилюючи слабкість, Юрій Петрович прийшов у інститут. Збори партійної організації, збори колективу, виступи вчених. Всі висловили протест. Але не дивлячись на рішучі заперечення партійної організації, академіка М.А. Лаврєнтьєва, інших вчених, у 1960 р. М.П. Дубініна було знято з посади. Для Юрія Петровича перенесений "на ногах" грип, нервове перенапруження далися взнаки - він на все життя підірвав здоров'я і змушений був ходити з ковінькою.
Почався важкий п'ятирічний період боротьби за інститут, за його збереження та виживання. Новий директор Д.К. Бєляєв у ці тяжкі для інституту часи сказав: "Судьба науки и Института во многом решается в партийных органах. Для них очень важно мнение нашей партийной организации". Юрій Петрович відчував відповідальність за долю інституту, як парторг він формував думку партійної організації. Враховуючи, який вплив в ті часи мала партійна організація на всі сторони життя, у становленні Інституту цитології і генетики велика заслуга і Ю.П. Мірюти.

### Київський період
У 1966 р. Юрію Петровичу без захисту було присуджено науковий ступінь доктора біологічних наук і у цьому ж році учене звання професора. А через рік його запросили в Український науково-дослідний інститут землеробства (м. Київ), де він організовує лабораторію генетики. Умови для роботи в інституті були не з найкращих. Достатньо сказати, що директором інституту був учень Лисенка, а більшість заступників і "завлабів" були колишніми чиновниками Міністерства сільського господарства та ЦК КП України, які ще недавно, виконуючи лінію партії, розганяли "вейсманістів-морганістів". Рятував оптимізм і відданість своїй справі. Молодь оточувала Юрія Петровича. У лабораторії навчалося вісім аспірантів. Був запрошений молодий, але вже відомий генетик В.О. Панін. Це ним, за ініціативою М.П. Дубініна, були створені і впроваджені у виробництво високоврожайні триплоїдні гібриди цукрових буряків.
У лабораторії розгортаються роботи з отримання та стабілізації поліплоїдів, вивчення можливості закріплення та підвищення гетерозису в поліплоїдів кукурудзи, цукрових та кормових буряків, конюшини, райграсу та інших культур. Була показана, з використанням маркерних генів, наявність у тетраплоїдів кукурудзи переважаючої кон'югації сестринських хромосом, стабілізація гетерозису, встановлено можливість підвищення продуктивності поліплоїдів за рахунок гетерозису, який визначається поліалельними взаємодіями.
Іншим напрямком, за яким проводили у лабораторії широкомасштабні дослідження, було отримання даних для підтвердження гіпотези про періодичну зміну інбридингу і кросбридингу у кукурудзи, озимої та ярової пшениці, зернобобових та інших культур. Досліджували можливість використання механізмів взаємовибірковості запліднення для масового виробництва гібридного насіння, вивчалось успадкування відкритого (хазмогамного) цвітіння у пшениці.
На основі нових експериментальних даних та узагальнення чисельних дослідів професор Ю.П. Мірюта сформулював закон "Періодичної зміни інбридингу і кросбридингу за природного розмноження рослин" і встановив генетичні механізми такої періодичної зміни: гомозиготний стан гаметофітних генів забезпечує за наявності чужого пилку кросбредне потомство, а гетерозиготний стан усіх або більшості гаметофітних генів зумовлює вибірковість родинного за походженням пилку при запиленні і спрямовує розмноження у річище інбридингу до настання гомозиготності за гаметофітними генами.
Пішов з життя Юрій Петрович несподівано - у 1976 р. не витримало серце під час операції: дались взнаки роки постійної боротьби за генетику.

## Наукова спадщина
Професор Ю.П. Мірюта започаткував у СРСР дослідження з генетики гетерозису та систем розмноження рослин і створив новосибірську та київську школи генетиків рослин. Його учні продовжують ці напрями, ними розроблено понад 60 способів з технології селекційного процесу, створено та впроваджено у виробництво понад 100 сортів та гібридів сільськогосподарських культур. Це є пам'ятником Юрію Петровичу Мірюті - Людині та Вченому.